# Чешаљ
Чешаљ је зубати инструмент који се користи за стилизовање, чишћење и бригу о коси или скалпу. Чешљи су међу најстаријим инструментима који археолози налазе, јер је најстарији добро очувани чешаљ нађен у Персији и стар је око 5000 година. То говори да је чешаљ одувек био важан прибор у људској цивилизацији.

## Историја
Када је нека жена у прадавно доба запазила да лепше изгледа ако своју косу уреди на посебан начин, то је вероватно био почетак "чешљања", односно употребе "чешља", који је у прво време представљао било коју алатку са зупцима за чешљање косе. На Новој Гвинеји живе Папуанци, који се одликују врло коврчавом косом, пуном густих коврџица. Верује се да су Папуанци измислили чешаљ да би некако довели у ред своју бујну косу. Чешаљ је једно од најстаријих човекових оруђа. Чешљеви направљени од кости, дрвета и рога пронађени су покрај швајцарских језера, у пребивалиштима праисторијских људи. Још пре ваше хиљада година у Египту су израђивани чешљеви од абоносовине и слонове кости. Неки од тих чешљева и данас се могу видети у музејима. Занимљиво је да изгледају потпуно исто као неки украси што се данас производе. Свака савремена жена могла би се њима чешљати. 
Примитивни су људи израђивали чешљеве од материјала што су им се нашли при руци. Тако су, на пример, чешљеви прављени од бамбуса у неким деловима Азије, а Полинежани су их израђивали од средњих жица листова кокосове палме које су спајали влакнима. У појединим деловима Нове Гвинеје чешљеви су израђивани од бивољег рога. Мали чешаљ, што се обично носи у џепу, није проналазак савременог доба, будући да се у музејима налазе погодни џепни чешљићи од слоноваче који су пронађени у рушевинама старих римских градова. У средњем веку израда чешљева представљала је згодну прилику да се уметници огледају у свом умећу, јер су их украшавали врло сложеним шарама. Тако постоје чешљеви осликани свецима, чешљеви од шареног стакла и злата, као и они са латинским натписима.

## Опис
Чешаљ се састоји од дршке и зуба који су постављени нормално између себе. Чешљи се могу правити од бројних материјала, а најчешћи су пластика, метал, памучни материјал или дрво. Чешљи од слоноваче и корњачиног оклопа су се у прошлости користили, али се због угрожавања животиња ретко данас користе.
Чешљи могу да варирају у облику у зависности од функције. Фризерски чешљи могу имати уску, зашиљену ручицу за раздвајање косе и блиске зубе. Обични чешљи имају шире зубе до пола и мање зубе у другој половини чешља.
Четка за косу је већа од чешља и користи се за бригу о коси.

## Коришћење и типови
Чешљи могу имати много употреба. Током историје они су служили да одржавају дугу косу у реду, као и за декорацију. У Шпанији постоји декоративни чешаљ пеинета да би се одржавала мантија.
У индустрији чешљи се користе за раздвајање памучна влакна од семена и других остатака. У уметности се чешаљ нарочито користи у ебру, како би се манипулисало бојом.
Чешљи су омиљени код инспектора у криминологији, који са њих скидају влакна како би се утврдио идентитет.

## Стварање музике
Чешаљ је ламелофон. Зуби чешља имају свој хармонски квалитет, који зависи од њихове дужине, облика и материјала.

## Хигијена
Дељење чешља могу узроковати појаву паразитских инфекција, јер на чешљу могу остати јаја паразита или чак читави паразити. Такође чешаљ се може користити за отклањање истих.
- Египатски чешаљ из 15. века ПНЕ. Walters Art Museum, Балтимор.
- Етрурски чешаљ, око 7. век ПНЕ. Walters Art Museum, Балтимор.
- Скитски чешаљ, око 400. ПНЕ.
- Чешаљ из Древног Рима.
- Чешљи који су нађени са брода из 16. века Мери Роуз.
- Чешаљ од слоноваче из 16. века